# Resistencia Socialista de Kazajistán
La Resistencia Socialista de Kazajistán (en kazajo: Қазақстанның Социалистік қарсылығы: , Qazaqstannyń Sotsıalıstik karsylyǵy; en ruso: Социалистическое Сопротивление Казахстана: , Socialističeskoe Soprotivlenie Kazahstana) es una organización política Trotskista  en Kazajistán afiliada al Comité Internacional para los Trabajadores

## Historia
La Resistencia Socialista de Kazajistán fue establecida por miembros kazajos del Comité Internacional para los Trabajadores en 2002, durante una conferencia realizada en Rusia. Desde su creación ha sido atacada por las autoridades, con un miembro siendo detenido en camino a la conferencia que estableció la organización, mientras otros informan haber sido atacados cuando se reunieron en la conferencia.
Miembros prominentes de la Resistencia Socialista de Kazajistán son Ainur Kurmanov y Esenbek Ukteshbayev, dirigentes del sindicato kazajo "Zhanartu", actualmente en exilio. Junto con otros miembros de la Resistencia Socialista de Kazajistán, ambos han sido sometidos a arbitrarios atentados e intentos de encarcelamiento  en sus vidas cuándo vivían dentro de Kazajistán.
En junio de 2012, Takhir Narimanovich Mukhamedzyanov, dirigente de la Resistencia Socialista de Kazajistán, fue encontrado muerto en su casa bajo circunstancias sospechosas, después de recibir una serie de amenazas de muerte.

## Políticas
La Resistencia Socialista de Kazajistán hace campaña para un socialismo democrático, un fin al autoritarismo, y una llamada para la nacionalización de la economía bajo el control de los trabajadores.

## Campaña de Kazajistán
El Comité Internacional para los Trabajadores actualmente está ejecutando una apelación internacional llamada "Campaign Kazakhstan", para prestar atención a la situación política y económica en Kazajistán y para hacer campaña para la liberación de Vadim Kuramshin, activista de derechos humanos, asesoría legal para trabajadores de petróleo en huelga en Kazajistán del oeste, y ayuda para Ainur Kurmanov y Esenbek Ukteshbayev, dirigentes sindicalistas apuntados por el estado y actualmente ocultos en el extranjero.
La campaña ha trabajado protestando fuera de embajadas kazajas en toda Europa para la liberación de Natalya Sokolov, Bolat Atabayev, director de teatro kazajo encarcelado y también asesoría legal para trabajadores de aceite en huelga. Ambos prisioneros fueron liberados más tarde en respuesta a estas campañas.